# Kabinett Forlani
Das Kabinett Forlani regierte Italien vom 18. Oktober 1980 bis zum 28. Juni 1981. Das davor regierende Kabinett Cossiga II war nach einer Abstimmungsniederlage über den Haushalt für 1981 zurückgetreten. Etliche Minister der Vorgängerregierung gehörten auch dem Kabinett Forlani an, das sich im Parlament auf eine Koalition aus Christdemokraten  (DC),  Sozialisten (PSI), Sozialdemokraten (PSDI) und Republikanern (PRI) stützte. Die Regierung von Ministerpräsident Arnaldo Forlani stürzte wegen des P2-Skandals und wurde vom Kabinett Spadolini I abgelöst.

## Kabinettsliste

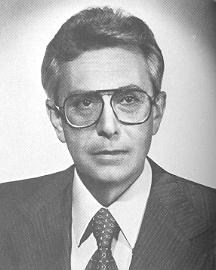
Arnaldo Forlani

| Ministerien                    | Name                                                                                   | Partei |
| ------------------------------ | -------------------------------------------------------------------------------------- | ------ |
| Ministerpräsident              | Arnaldo Forlani                                                                        | DC     |
| Äußeres                        | Emilio Colombo                                                                         | DC     |
| Inneres                        | Virginio Rognoni                                                                       | DC     |
| Justiz                         | Adolfo Sarti (bis 23. Mai 1981) Clelio Darida (ab 23. Mai 1981)                        | DC     |
| Verteidigung                   | Lelio Lagorio                                                                          | PSI    |
| Haushalt                       | Giorgio La Malfa                                                                       | PRI    |
| Finanzen                       | Franco Reviglio                                                                        | PSI    |
| Schatz                         | Beniamino Andreatta                                                                    | DC     |
| Staatsbeteiligungen            | Gianni De Michelis                                                                     | PSI    |
| Landwirtschaft                 | Giuseppe Bartolomei                                                                    | DC     |
| Öffentliche Arbeiten           | Franco Nicolazzi                                                                       | PSDI   |
| Verkehr                        | Rino Formica                                                                           | PSI    |
| Handelsmarine                  | Francesco Compagna                                                                     | PRI    |
| Industrie, Handel und Handwerk | Antonio Bisaglia (bis 20. Dezember 1980) Filippo Maria Pandolfi (ab 20. Dezember 1980) | DC     |
| Außenhandel                    | Enrico Manca                                                                           | PSI    |
| Post                           | Michele Di Giesi                                                                       | PSDI   |
| Gesundheit                     | Aldo Aniasi                                                                            | PSI    |
| Arbeit und Soziales            | Franco Foschi                                                                          | DC     |
| Kulturgüter und Umwelt         | Oddo Biasini                                                                           | PRI    |
| Bildung                        | Guido Bodrato                                                                          | DC     |
| Tourismus und Veranstaltungen  | Nicola Signorello                                                                      | DC     |
| Minister ohne Geschäftsbereich | Name                                                                                   | Partei |
| Regionen                       | Roberto Mazzotta                                                                       | DC     |
| Forschung                      | Pier Luigi Romita                                                                      | PSDI   |
| Europapolitik                  | Vincenzo Scotti                                                                        | DC     |
| Verwaltung                     | Clelio Darida                                                                          | DC     |
| Süditalien                     | Nicola Capria                                                                          | PSI    |
| Beziehungen zum Parlament      | Antonio Gava                                                                           | DC     |